# Баскаковка (река)
Баскаковка — река в России, протекает в Угранском районе Смоленской области. Устье реки находится в 288 км по правому берегу реки Угра. Река берёт начало в лесах к востоку от одноимённого села Баскаковка. Длина реки составляет 22 км. Вдоль течения реки расположены населенные пункты Ключиковского сельского поселения село Баскаковка - административный центр поселения, деревни Ключики, Баскаково, Селище.

## Данные водного реестра
По данным государственного водного реестра России относится к Окскому бассейновому округу, водохозяйственный участок реки — Угра от истока и до устья, речной подбассейн реки — Бассейны притоков Оки до впадения Мокши. Речной бассейн реки — Ока.
По данным геоинформационной системы водохозяйственного районирования территории РФ, подготовленной Федеральным агентством водных ресурсов: 
- Код водного объекта в государственном водном реестре — 09010100412110000020651
- Код по гидрологической изученности (ГИ) — 110002065
- Код бассейна — 09.01.01.004
- Номер тома по ГИ — 10
- Выпуск по ГИ — 0

### Притоки (км от устья)
- 1,7 км: река Бутовка (лв)